# Ус (Хордаланн)
Ус (норв. Os) — коммуна в губернии Хордаланн в Норвегии. Коммуна Ус была основана 1 января 1838 года. Административный центр коммуны — город Усёйра. Официальный язык коммуны — нюнорск. Согласно переписи населения в январе 2013 года, в коммуне Ус проживало 18 142 человека. Площадь коммуны Ус — 139,81 км², код-идентификатор — 1243.

## История населения коммуны
Население коммуны за последние 60 лет.

Статистика коммуны Ус